# 斯捷潘·拉津村
斯捷潘·拉津村（羅馬化：Rabochiy posyolok imeni Stepana Razina）是俄罗斯下诺夫哥罗德州的市级镇，属卢科亚诺夫区，地处下诺夫哥罗德州南部，位于伏尔加河流域阿拉特里河一支流潘杜斯河（Пандус）畔，在区行政中心卢科亚诺夫西南、州府下诺夫哥罗德东南方。该镇以斯捷潘·拉辛命名。该地2021年人口有2,245人；2010年人口2,760人；2002年人口3,177人。